# Protoawis
Protoawis (Protoavis) – niepewny rodzaj diapsyda, którego nazwa oznacza pierwszy ptak z Teksasu. Stał się on źródłem wielu kontrowersji i spekulacji co do pochodzenia ptaków.

## Historia
W 1984 Sankar Chatterjee natknął się w Teksasie na dwa dziwne szkielety. Początkowo uznał je za należące do młodego celofyza. Później społeczność naukowa została poinformowana o tym znalezisku jako o szczątkach pierwszego ptaka pochodzącego z triasu (Wilford, 1986; Chatterjee, 1987, 1988). John Ostrom – twórca teorii dinozaurowego pochodzenia ptaków, w 1987 ostro skrytykował tą interpretacje znaleziska. Rok później Paul również ją odrzucił i wstępnie uznał znalezisko za kości herrerazauryda. W 1991 Chaterjee na podstawie owych tajemniczych skamielin dokonał formalnego opisu nowego gatunku archozaura – protoawisa. Następnie kilku badaczy zgodziło się, że Chatterjee znalazł szczątki ptaka (Kurochkin, 1992, Peters, 1994, Kurochkin, 1995, Martin, 2004). Został on przez niektórych uznany za coś w rodzaju brakujące ogniwa między awimimem a ptakami z grupy zwanej Ornithothoraces (Chatterjee, 1991; Chatterjee, 1998; Grobla i Thorley, 1998). Nieliczni uznali go za przedstawiciela Ornithurae (Feduccia, Martin i inni). Inni autorzy stanowczo odrzucili ptasią tożsamość protoawisa (Ostrom, 1991, Wellnhofer, 1992, Chiappe, 1995, Feduccia, 1996, Ostrom, 1996, Sereno, 1997, Hunt i inni, 1998, Renesto, 2000, Nesbitt i inni, 2005). Ci najczęściej sugerowali, że to chimera złożona z puszki mózgowej nieptasiego celurozaura (Witmer, 2001), kręgów szyjnych megalankozaura (Renesto, 2000), kości ramieniowej lepidozauromorfa (Witmer, 2001), kości udowej i kości przedniej kończyny celofyza (Hutchinson, 2001; Nesbitt i inni, 2005) i stopy nieptasiego archozaura (Sereno, 1997). Chinle i Dockum uznali protoawisa za chimerę złożoną z kości różnych zwierząt: megalankozaura, lepidozauramorfa (clewozaura), celofyzoidów (celofyza i godżirazaura) i crurotarsów (parazuchów, aetozaurów, popozaurów, rauizuchów). Nie uznaje obecności kości żadnych celurozaurów w domniemanych szczątkach protoawisa. Niektórzy uważają protoawisa za nowy gatunek pterozauromorfa i dokonali jego opisu (Atanassov, 2001, 2002).

## Materiał kopalny
Holotyp(TTU P 9200) składa się z kości przysiecznej, kości łzowej (?), kości łuskowej, kości kwadratowej, antepedium, kości ciemieniowej, tylnej części żuchwy, osi (10 mm), dwóch kręgów ogonowych (10 mm), części obojczyka (49 mm), dalszej części łopatki (37 mm), kości biodrowych (43 mm), część kości łonowej (37 mm), kości kulszowej (22 mm), kręgu szyjnego (18 mm), kości kulszowej, podstawy kości potylicznej, prootic, kości potylicznej górnej, części kości udowej (ok. 58 mm).
Paratyp (TTU P 9201) składa się tymczasem z: szczęki, kości nosowej (?), kości łzowej, jarzmowej, kwadratowo-jarzmowej, kwadratowej (?), kości ciemieniowej (?), lemiesza (?), podniebienia, skrzydłowatego, fragmentem lewej żuchwy, tylnej części kości zębowej (?), tylnej części żuchwy, osi (8 mm), żebra szyjnego, siedmiu kręgów piersiowych (7–10 mm), dwóch grzbietowych żeber, dwóch kręgów krzyżowych (7 mm,), osiemnastu kręgów ogonowych (7–9 mm), dwóch szewronów, łopatki (?) (ok. 21 mm), kruczego (?) (18 mm), kości ramieniowej (ok. 39 mm), kości biodrowej (?) (22 mm), przedniej części kości piszczelowej, przedniej części kości strzałkowej, kości śródstopia (?) (9 mm), kości palców, paliczków, pazurów, siedmiu kręgów szyjnych (9–12 mm), kości piszczelowej (ok. 39 mm), kości strzałowej (ok. 41 mm), czterech kości śródstopia (kość śródstopia I – 12 mm, kość śródstopia II – 20 mm, kość śródstopia III – 18 mm, kość śródstopia IV – 14 mm), dalszej części kości śródstopia IV, kości śródstopia II (25 mm), kości skokowej i kości piętowej.

## Klasyfikacja – interpretacje
Klasyfikacja protoawisa, jak już zostało napisane, jest niepewna. W ciągu lat był uznawany za herrarazauryda, bazalnego teropoda, przedstawiciela rodziny Protoavidae umieszczonej w grupie teropodów, ptaka (prymitywnego lub zaawansowanego), bazalnego neoteropoda, pterozauromorfa, awicefala lub celofyza. Jeśli protoawis rzeczywiście jest ptakiem, jest to dowodem na to, że ptaki nie pochodzą od dinozaurów lecz od bardziej prymitywnych archozaurów. Jednak większość badaczy podchodzi do tego znaleziska ze sceptycyzmem – materiał kopalny (dwa niekompletne szkielety z licznymi uszkodzeniami kośćca) nie daje podstawy do wystawiania zbyt daleko idących wniosków. Jest on zbyt fragmentaryczny by ocenić zdolność protoawisa do lotu. Twierdzą również, że protoawis to chimera – wymieszane szczątki różnych zwierząt przez pomyłkę brane za kości jednego osobnika. Wiarygodność protoawisa dodatkowo umniejsza fakt, że jego rzekome szczątki zostały znalezione w pobliżu wielu innych wymieszanych w kości w delcie triasowej rzeki.
Sankar Chatterjee chcąc wyjaśnić różnice między paratypem a holotypem stwierdził, że są to szczątki osobnika młodego i dorosłego. Kości protoawisa bardzo przypominają kości megalankozaura, co może sugerować, że protoawis nie jest dinozaurem tylko awicefalem. Niektóre kości przypominają budową kości ceratozaurów, a puszka mózgowa przypomina budową puszki mózgowe wczesnych celurozaurów. Najnowsze hipotezy wskazują, że ptaki wyewoluowały w Eurazji, a Amerykę skolonizowały dopiero w późnej kredzie, co stanowi kolejny dowód na to że protoawis nie jest ptakiem ani przodkiem ptaków. Skamieniałości celurozaurów i ceratozaurów niektórymi cechami budowy mogą przypominać ptasie, co tłumaczy fakt, że Sankar Chatterjee uznał znalezione przez siebie szczątki za ptasie. Zhou Zhonghe ma na tę sprawę podobny pogląd – protoawis nie jest triasowym ptakiem. Ponadto ta niekompletna skamielina nic nie znaczy przy sporej liczbie nowych odkryć, potwierdzających pochodzenie ptaków od dinozaurów. Warto zauważyć, że sam Chatterjee używa protoawisa jako dowodu na ścisły związek dinozaurów z ptakami. Ostatnie oględziny holotypu i paratypu protoawisa wykazały, że to po prostu chimera. Holotyp okazał się wymieszanymi kośćmi drepanozaurów (kręg szyjny, 18 mm), pterozauromorfa (kość kulszowa), celofyzoida (najprawdopodobniej osobnika młodego, część kości udowej) i innych teropodów (podstawa kości potylicznej, kości potylicznej górnej, prootic). Właścicieli pozostałych kości nie udało się ustalić. Również paratyp okazał się chimerą złożoną z kości: drepanozaurów (siedem kręgów szyjnych), pterozauromorfa (kość piszczelowa, kość strzałkowa, czterech kości śródstopia), celofyzoida (najprawdopodobniej osobnika młodego, kość skokowa, kość pięty) i innych teropodów (dalsze kości śródstopia IV, kość śródstopia II, kość śródstopia III).

## Inne informacje
Długość protoawisa szacuje się na 30–35 cm, wysokość na 10–15 cm, a wagę na 350 g. Występował (o ile i nie jest chimerą) na terenach formacji Dockum(Teksas) w USA ok. 225-215 mln lat temu.